# Xã Lincoln, Quận Midland, Michigan
Xã Lincoln (tiếng Anh: Lincoln Township) là một xã thuộc quận Midland, tiểu bang Michigan, Hoa Kỳ. Năm 2010, dân số của xã này là 2.474 người.